# Sŏ Chŏng-ju

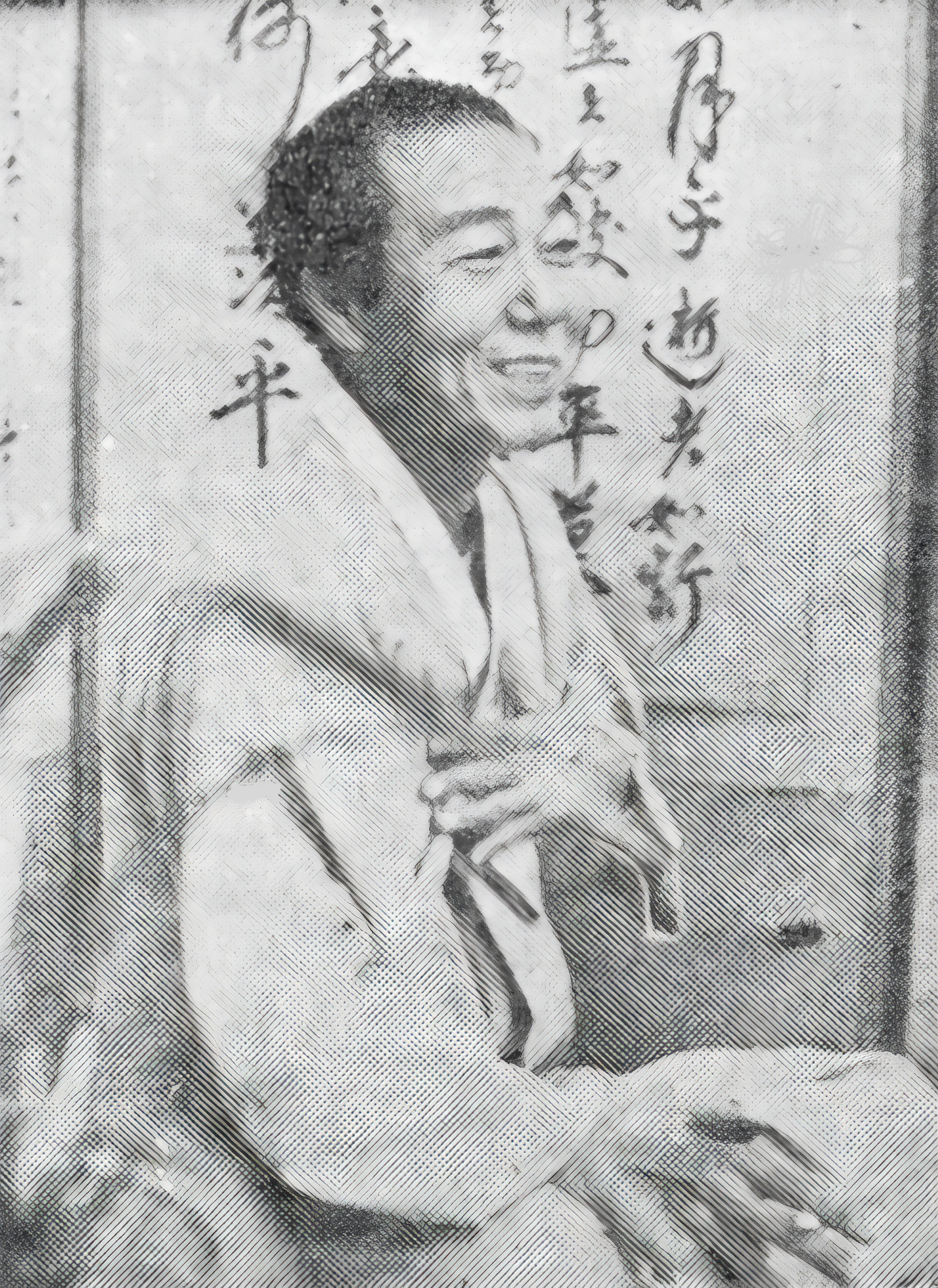
Sŏ Chŏng-ju

Sŏ Chŏng-ju (* 18. Mai 1915 in Koch'ang, Chŏllabuk-do; † 24. Dezember 2000) war einer der berühmtesten Lyriker Südkoreas.

## Leben
Sŏ Chŏng-ju wurde am 18. Mai 1915 in Koch'ang, Provinz Nord-Chŏlla geboren. Seine Künstlernamen sind Midang (미당|未堂) und Kungbal (궁발|窮髮). Er debütierte 1936 mit dem Gedicht Die Wand, das für einen Literaturwettbewerb des Dong-a Ilbo ausgewählt wurde. Zusammen mit Kim Tong-ni und Ham Hyŏng-su gründete er eine Literaturzeitschrift und begann so seine literarische Karriere. Nach der Befreiung 1945 war er aktiv an der Gründung der Assoziation der literarischen Jugend Koreas (조선청년문학가협회) beteiligt und 1949 eines der Gründungsmitglieder der Koreanischen Schriftstellervereinigung (한국문인협회).
Der Einfluss Charles Baudelaires ist vor allem in seinen frühen Werken unübersehbar. Die erste Gedichtsammlung Die Ringelnatter (화사집) ergründet das Bewusstsein der Menschen für Erbsünde und mittelalterliche Lebenskraft vor dem Hintergrund lokaler oder einheimischer Farben. Nach der Befreiung wurde das Konzept von Erbsünde und Vorherbestimmung jedoch ersetzt durch die Suche nach dem unendlichen Leben, das in der östlichen Philosophie eine große Rolle spielt.
Mit seinem Werk Silla (신라초) erreichte er ein neues literarisches Niveau. Das antike Reich Silla stellte bereits seit einiger Zeit die Quelle seiner künstlerischen Inspiration und metaphysischen Sichtweise dar. Statt einer geschichtlichen Einheit ist es jedoch viel mehr ein Reich, das einem imaginären Heimatland gleichkommt, in dem Natur und Menschen in perfekter Eintracht leben. Als thematische Grundlage behandelt das Werk ein Silla-Märchen, das in buddhistischem Glauben wurzelt und haucht dem Konzept von Karma und der Philosophie des Zen-Buddhismus neues Leben ein.
Sŏ untersucht die elementaren Probleme des Lebens, um die ewige Natur der Existenz zu erfassen, und versucht gleichzeitig sprachliche Perfektion zu erreichen. Obwohl er in seinen frühen Werken generell zu Baudelaires Ästhetizismus tendiert, erkannte er jedoch schnell die Grenzen, die einer solchen Herangehensweise innewohnen, und übernahm die Religio Perennis, die in der östlichen Denkweise verwurzelt ist. In der zweiten Hälfte seiner Karriere konzentrierte er sich auf die Seele und die Legenden Sillas. Resultat seiner künstlerischen Reise und seines geistigen Bestrebens ist eine prächtige Fantasie und exquisite sprachliche Feinfühligkeit.

## Arbeiten

### Koreanisch

#### Gedichtsammlungen
- 화사집 Die Ringelnatter (1941)
- 귀촉도 Der Kuckuck (1946)
- 시선 Gedichtsammlung (1955)
- 신라초 Silla (1960)
- 동천 Östlicher Himmel (1968)
- 질마재 신화 Die Legende von Chilmajae (1975)
- 늙은 떠돌이의 시 Gedichte eines alten Wanderers (1993)

### Übersetzungen
Deutsch
- Granatapfelblüte, Ausgewählte Gedichte, Auswahl und Übersetzung aus dem Koreanischen von Wha Seon Roske-Cho, Bouvier Verlag Bonn (1988), ISBN 3416020545

#### Englisch
- Unforgettable Things, Pace International Research (1986), ISBN 978-0872960282
- Early Lyrics 1941-1960, The Poems by SO Chong-Ju (Midang), Cornell Univ. East Asia Program (1998), ISBN 978-1885445902 (Englische Auszüge auf der Website der Universität Sogang (Memento vom 16. Dezember 2004 im Internet Archive))
- Poems of a Wanderer, Daedalus Publishing Company (1995) ISBN 978-1873790731

#### Spanisch
- Por la escalera del arco iris. Muestra de literatura coreaca actual, Arlequín (2010) ISBN 978-9687463612
- Poemas de un niño vagabundo de ochenta años y otros poemas escogidos, Verbum (2009) ISBN 978-8479621575
- Junto al crisantemo, Editorial Universidad Complutense (1988) ISBN 978-8474912418
- Poemas, Editorial Universidad Complutense, (1995) ISBN 9788489365124

## Auszeichnungen
- 2000 – 금관문화훈장 (Orden für kulturelle Verdienste in Gold)
- 2000 – 대한민국 예술원상 (Preis der koreanischen Kunstakademie)
- 2000 – 자유문학상 (Freiheit-Literaturpreis)
- 1987 – 제22회 5.16민족상 (Nationalpreis des 16. Mai)
- 1986 – 동국문화상 (Tongguk Literaturpreis)